# Veľké Zálužie
Veľké Zálužie est un village de Slovaquie situé dans la région de Nitra.

## Histoire
Première mention écrite du village en 1261.

## Démographie

### Évolution de la population
| Année:               | 1994. | 2004.   | 2014.   | 2024.   |
| -------------------- | ----- | ------- | ------- | ------- |
| Nombre de personnes: | 3642  | 3974    | 4159    | 4320    |
| Différence:          |       | +9,11 % | +4,65 % | +3,87 % |

| Année:               | 2023. | 2024.   |
| -------------------- | ----- | ------- |
| Nombre de personnes: | 4315  | 4320    |
| Différence:          |       | +0,11 % |